# Даути, Джек
Джон (Джек) Да́ути (англ. John "Jack" Doughty; октябрь 1865 — апрель 1937) — валлийский футболист, нападающий.

## Биография
Родился в Билстоне, Стаффордшир, в семье ирландца и валлийки. Работал шахтёром в угольных шахтах Уэльса. Параллельно с этим играл за клуб «Друидс», за который выступал вместе со своим братом, Роджером. В 1885 и 1886 годах братья Даути выигрывали со своим клубом Кубок Уэльса.
В 1886 году переехал из Уэльса в Манчестер, где устроился на работу на железную дорогу Ланкашира и Йоркшира, после чего начал выступать за местную команду «Ньютон Хит». В том же году получил свой первый вызов в сборную Уэльса на матч против сборной Шотландии, который прошёл на «Хэмпден Парк». В марте 1888 года забил четыре гола в ворота сборной Ирландии в матче, который завершился со счётом 11:0 в пользу валлийцев (в этом же матче его брат Роджер забил 2 гола). Всего провёл за сборную 8 матчей.
За «Ньютон Хит» Джек дебютировал 30 октября 1886 года в матче Кубка Англии против «Флитвуд Рейнджерс». Всего провёл за клуб 3 официальных матча, в которых забил 3 гола (все — в Кубке Англии).
Умер в Манчестере в апреле 1937 года.

## Достижения
- Лучший бомбардир Домашнего чемпионата Великобритании: 1888